# Kałaharówka
Kałaharówka (ukr. Калагарівка, Kałahariwka) – wieś na Ukrainie w  obwodzie tarnopolskim, w rejonie czortkowskim.
W II Rzeczypospolitej stacjonowały w miejscowości jednostki graniczne Wojska Polskiego: we wrześniu 1921 sztab 1 kompanii 23 batalionu celnego, a w październiku 1922 sztab 4 kompanii 38 batalionu celnego, a potem kompania graniczna KOP „Kałaharówka”.
Południową część wsi stanowi dawniej odrębna wieś Wychwatyńce.
Do 2020 w rejonie husiatyńskim.

## Urodzeni
- Bolesław Briks
- Zbigniew Czekański.